# The Fragments of the Roman Historians
The Fragments of the Roman Historians (FRHist) ist der Titel einer Sammlung von Textfragmenten aus ansonsten nicht überlieferten Werken antiker römischer Geschichtsschreiber. Bei den Fragmenten handelt es sich überwiegend um Zitate bei späteren erhaltenen Autoren. Die Sammlung erschien im Dezember 2013 in drei Bänden bei der Oxford University Press und ersetzt die inzwischen veraltete Edition von Hermann Peter (Historicorum Romanorum Reliquiae aus dem Jahr 1870 bzw. Historicorum Romanorum Fragmenta aus dem Jahr 1883). 
Die neue Edition ist das Ergebnis einer im Jahr 1996 stattgefundenen Fachkonferenz in London, auf der eine neue Sammlung der römischen Historikerfragmente vorgeschlagen wurde. Im Frühjahr 1997 fand in Manchester ein erstes Treffen statt; bald darauf wurde ein Herausgeberkomitee gebildet und ein Editionsplan entwickelt. Als Hauptherausgeber fungierte Tim J. Cornell von der University of Manchester, weitere Herausgeber sind Edward Bispham (Brasenose College and St Anne’s College, Oxford), John Rich (University of Nottingham) und Christopher Smith (University of St Andrews), sechs weitere britische Historiker waren an der Fertigstellung beteiligt. Jeder von ihnen übernahm eigenverantwortlich die Bearbeitung von mehreren römischen Autoren (einige wurden auch von mehreren Forschern gemeinsam bearbeitet), diese wurden anschließend diskutiert und kommentiert.
Insgesamt umfasst die Sammlung 110 Autoren, davon 108 namentlich bekannte. Hinzu kommt ein Anhang von 39 Autoren, die unberücksichtigt geblieben sind. Der früheste behandelte römische Geschichtsschreiber ist Quintus Fabius Pictor aus dem 3. Jahrhundert v. Chr., der zeitlich späteste Asinius Quadratus aus der Zeit der Reichskrise des 3. Jahrhunderts. Somit wurden nicht nur römische Geschichtsschreiber aufgenommen, die in lateinischer Sprache schrieben, sondern ebenso Verfasser in griechischer Sprache, die aber als römische Historiker anzusehen sind. Spätantike Autoren wurden bewusst ausgeklammert; diese werden aber von dem neuen Langzeitprojekt Kleine und fragmentarische Historiker der Spätantike berücksichtigt.
FRHist ist als Äquivalent zur berühmten Textsammlung Die Fragmente der griechischen Historiker angelegt. Band 1 beinhaltet eine umfangreiche Einleitung und Kurzbiographien der behandelten Autoren. Band 2 bietet den lateinischen bzw. griechischen Originaltext der Testimonien und Fragmente, einschließlich einer englischen Übersetzung. Band 3 umfasst einen Kommentar zu den behandelten Fragmenten. 

## Ausgabe
- Tim J. Cornell u. a. (Hrsg.): The Fragments of the Roman Historians. 3 Bände. Oxford University Press, Oxford u. a. 2013, ISBN 978-0-19-927705-6.